# حلوة يا دنيا الحب (فلم)
حلوة يا دنيا الحب هو فيلم مصري عرض عام 1977، بطولة، عقيلة راتب، حسن مصطفي، عبدالعظيم عبدالحق وغيرهم وإخراج يحي العالمي.

## قصة الفيلم
أحمد (حسين فهمي) يخبره والده (خلفاوي) أنه ليس أباه (بعد أن ظل مخدوعا خمسة وعشرين عاما) وأنه عمه، ليكتشف أحمد أن أباه قتل والدته لخيانتها وهرب، ويقرر البحث عن أبيه. يخبره إسماعيل خادمه بأن درويش (محمود المليجي) يمكن أن يدله عليه، فيبحث عنه. يعمل أحمد في فرقة استعراضية متجولة وهي التي يعمل فيها درويش، ويقع في حب ليلى (سهير رمزي).

## طاقم التمثيل
| - عقيلة راتب - حسن مصطفى - عبد العظيم عبد الحق - أشرف عبد الغفور - حسين فهمي | - محمود المليجي - نجوى فؤاد - سهير رمزي - سيف الله مختار | - إبراهيم الشامي - بدر نوفل - محمد أبو حشيش - عبد الرحيم الزرقاني |

## فريق العمل
- إخراج: يحيى العلمي
- تأليف: فاروق سعيد
- مدير التصوير: عادل عبد العظيم
- مونتاج: عبد العزيز فخري
- موسيقى تصويرية: فؤاد الظاهري
- إنتاج: كامل الحفناوي / أحمد كامل الحفناوي
- توزيع: ورلد فيلم.[5]

## وصلات خارجية
- مقالات تستعمل روابط فنية بلا صلة مع ويكي بيانات
- حلوة يا دنيا الحب على موقع الدهليز